# Jorge Moreira da Silva

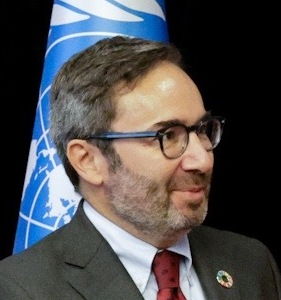
Jorge Moreira da Silva (2023)

Jorge Manuel Lopes Moreira da Silva GOIH (Vila Nova de Famalicão, Vila Nova de Famalicão, 24 de abril de 1971) é um engenheiro electrotécnico e político português.
Foi Ministro do Ambiente, Ordenamento do Território e Energia de Portugal.
É especialista internacional em alterações climáticas, energia, desenvolvimento sustentável e ajuda ao desenvolvimento.

## Carreira
Jorge Moreira da Silva é engenheiro eletrotécnico de formação, tendo-se licenciado na Faculdade de Engenharia da Universidade do Porto. Em 1994 concluiu também o Programa de Alta Direção de Empresas da AESE (Universidade Católica Portuguesa) e da IESE Business School (Universidade de Navarra).
Tendo iniciado a sua vida profissional como docente em universidades privadas, passou, depois vários anos de experiência política, a exercer funções como conselheiro de organizações internacionais, nas áreas do desenvolvimento sustentável, energia,  clima, ambiente e cooperação para o desenvolvimento. 
Entre 2016 e 2022, exerceu as funções de Diretor na OCDE, liderando a Direção de Cooperação para o Desenvolvimento. Nessa qualidade liderou o Secretariado do Comité de Ajuda ao Desenvolvimento que reúne os principais doadores internacionais. 
Presentemente é igualmente Professor Catedrático Convidado na Faculdade de Engenharia da Universidade do Porto e Professor Convidado no Instituto de Estudos Políticos de Paris-Sciences Po, tendo sido anteriormente Professor Catedrático Convidado no Instituto Superior de Ciências Sociais e Políticas (ISCSP) da Universidade de Lisboa, e professor convidado no ISCTE. 
Antes, tinha lecionado na Universidade Lusíada de Lisboa, Universidade Lusófona de Humanidades e Tecnologias e Universidade Moderna de Lisboa.
O seu percurso na política iniciou-se na Juventude Social Democrata — estrutura liderou entre 1995 e 1998. No ano seguinte, seria integrado nas listas do PSD às eleições europeias de 1999, o que o levou a ser eleito deputado ao Parlamento Europeu. 
Em  2003, a um ano de completar o seu mandato no Parlamento Europeu, o então Primeiro-Ministro Durão Barroso indicaria Moreira da Silva para Secretário de Estado da Ciência e do Ensino Superior do XV Governo Constitucional (sendo Ministra da pasta Maria da Graça Carvalho). 
Com a saída de Durão Barroso para a presidência da Comissão Europeia, continuou no cargo, no XVI Governo Constitucional, de Pedro Santana Lopes, mudando depois para Secretário de Estado do Ambiente e Ordenamento do Território desse mesmo governo, em 2005 (sendo Ministro do Ambiente Luís Nobre Guedes).
Enquanto deputado ao Parlamento Europeu, destacou-se como relator permanente para as alterações climáticas. Foi autor, entre 1999 e 2003, de todos os Relatórios do PE sobre alterações climáticas, tendo sido o relator, negociador e autor da Directiva que estabeleceu o novo Sistema Europeu de Comércio de Emissões de Gases com efeito de estufa, aprovada em 2003 (esse sistema cobre, hoje, metade das emissões europeias de CO2). De resto, presidiu às delegações do Parlamento Europeu às Conferências das Nações Unidas sobre alterações climáticas, UNFCCC realizadas em Haia, Bona e Marraquexe, onde se definiu a versão final do Protocolo de Quioto, e à Cimeira de Joanesburgo sobre Desenvolvimento Sustentável (2002).Presidiu ainda às negociações UE/Rússia sobre o Protocolo de Quioto, em 2001.
Eleito deputado nas legislativas de 2005, Jorge Moreira da Silva deixou a Assembleia da República no ano seguinte, em 2006, quando Aníbal Cavaco Silva o chamou para consultor da Casa Civil da Presidência, para as áreas da Ciência, Ambiente e Energia. 
Ao mesmo tempo foi consultor do Banco Europeu de Investimento (BEI), na área da Biodiversidade; e consultor da Comissão Europeia na área das alterações climáticas.
Ao fim três anos a colaborar com Cavaco Silva deixou as suas funções ao ser admitido como quadro do Programa das Nações Unidas para o Desenvolvimento, mais precisamente nas funções de conselheiro sénior na área da energia e alterações climáticas no PNUD. No início de 2011 seria nomeado diretor da área de Economia das alterações climáticas, Grupo de Energia e Ambiente, no PNUD, em Nova Iorque Nessas funções, coordenou a área dos novos mecanismos financeiros e novos mecanismos de mercado na área da energia e alterações climáticas.
Entretanto, em 2011, fundou e passou a presidir ao think tank Plataforma para o Crescimento Sustentável que integra cerca de 500 membros, repartidos por 27 grupos de trabalho. Nesse âmbito coordenou o Relatório para o Crescimento Sustentável – Uma visão pós-troika, publicado em Dezembro de 2012, identificando 27 desafios estratégicos e 511 recomendações para libertar o potencial de crescimento de Portugal.
Escolhido por Pedro Passos Coelho para primeiro vice-presidente do PSD e de coordenador permanente da Comissão Política Nacional desse partido, deixaria nesse momento as funções no PNUD.
Depois, na sequência da crise de 2013, a chamada crise do irrevogável, em alusão à demissão de Paulo Portas e demais ministros do CDS-PP no governo de Passos Coelho, Moreira da Silva seria nomeado Ministro do Ambiente, Ordenamento do Território e Energia. Assumiu aí parte do Ministério inicialmente confiado a Assunção Cristas. Reconduzido no cargo no XX Governo Constitucional a 30 de outubro de 2015, permaneceu até ao veto do Orçamento do Estado, em novembro.
Representou Portugal, em Chantilly, Virginia, no encontro de Bilderberg-2012[carece de fontes?]
Em 2016 é nomeado Diretor da Cooperação para o Desenvolvimento da OCDE, o que o leva a abandonar a vice-presidência do PSD, dirigido por Passos Coelho.. Durante o seu mandato na OCDE e na liderança do secretariado do Comitê de Ajuda ao Desenvolvimento a Ajuda Pública ao Desenvolvimento concedida pelos 30 doadores atingiu o valor recorde de 186 mil milhões de dólares.. Em Abril de 2022, demite-se das funções de Diretor na OCDE para se candidatar à liderança do PSD, tendo perdido a eleição realizada a 28 de Maio de 2022.
É autor dos livros Genética Humana – a hora do legislador (2002), As alterações climáticas no mediterrâneo (2003) e Dire(i)to ao Futuro - por um mundo mais justo, mais verde e mais seguro (2021). Na OCDE coordenou cerca de 500 relatórios sobre cooperação para o desenvolvimento, designadamente: Perspectivas globais do financiamento ao desenvolvimento, Estados de fragilidade, Ajuda ao comércio 2017, Ajuda ao comércio 2019, Combate aos fluxos financeiros ilícitos na África ocidental , Investimento social de impacto, A cooperação para o desenvolvimento ao serviço dos pequenos Estados insulares, O financiamento misto ao serviço do desenvolvimento sustentável,O financiamento multilateral ao desenvolvimento, Enfrentar os desafios das migrações forçadas, Data para o desenvolvimento, Unir forças para não deixar ninguém para trás, Vidas em contexto de crise e conflito.

### Condecorações
- A 11 de Setembro de 2007, com o grau de Senhor Comendador da Ordem do Mérito Civil, atribuída pelo Rei de Espanha,[25] e,
- A 21 de Abril de 2009, com a insígnia de Grande-Oficial da Ordem do Infante D. Henrique, atribuída pelo Presidente da República Portuguesa.[26]